# Бестолковые (телесериал)
«Бестолковые» (англ. Clueless) ― американский сериал, основанный на одноименном фильме 1995 года. Премьера состоялась на канале ABC 20 сентября 1996 года.

## Сюжет
Сюжет сериала рассказывает о жизни калифорнийской девушки, Шер Горовиц, которая учится в средней школе Бронсона Олкотта. Шер и ее друзья преодолевают взлеты и падения школьной жизни, сталкиваясь с трудностями в отношениях, школе и социальном статусе.

## В ролях
- Рейчел Бланчард ― Шер
- Стейси Дэш ― Дионн
- Дональд Фэйсон ― Мюррей
- Элиза Донован ― Эмбер
- Дэвид Лэшер ― Джош
- Твинк Каплан ― Миссис Гейст-Холл
- Майкл Лернер ― Мэл
- Уоллес Шон ― мистер Альфонсе Холл
- Шон Холланд ― Шон
- Дэнни Стронг ― Маршалл
- Джули Браун ― тренер Милли

## Отличия от фильма
Есть несколько заметных несоответствий как в персонажах, так и в сюжетных линиях между фильмом и сериалом.
В то время у Алисии Сильверстоун был подписан контракт с компанией Columbia-TriStar, по этой причине она отказалась исполнить роль Шер в сериале. Ее заменила канадская актриса Рейчел Бланчард.
Роль Мэла, сурового адвоката и отца Шер также сыграл не Дэн Хедайя, а Майкл Лернер.
Дэвид Лэшер сыграл роль Джоша вместо Пола Радда. В телесериале между ним и Шер не было каких-либо романтических отношений в то время, как они служили основной частью сюжета киноверсии. Затем Джош и вовсе был исключен из сериала.
Эми Хекерлинг, которая написала сценарий и сняла фильм, также написала и сняла несколько серий первого сезона сериала, но впоследствии покинула его.